# Mario Stanić
Mario Stanić (Sarajevo, Yugoslavia, 10 de abril de 1972) es un exfutbolista croata que jugaba como delantero. Su último equipo fue el Chelsea F. C. de la Premier League. Además, fue internacional con la selección de fútbol de Croacia, con quien disputó los Mundiales de 1998 y 2002, y la Eurocopa 1996.

## Trayectoria
Comenzó su carrera deportiva en el FK Željezničar Sarajevo. En 1992, tras el desmembramiento de Yugoslavia, fichó por el G. N. K. Dinamo Zagreb croata, con quien conquistó una Liga. En 1993, fue traspasado al Real Sporting de Gijón y, sólo una temporada después, al S. L. Benfica. En 1995, se trasladó en Bélgica para jugar en el Club Brujas, donde ganó una Liga, en la que fue el máximo goleador con veinte tantos, además de una Copa.
Su siguiente equipo fue el Parma F. C., donde permaneció cuatro temporadas entre 1996 y 2000, consiguiendo una Copa y una Supercopa italianas, además de la Copa de la UEFA de 1999. Tras finalizar su periodo en el país transalpino, firmó con el Chelsea F. C., equipo en el que consiguió proclamarse campeón del Charity Shield y donde jugó hasta su retirada en 2004 debido a una lesión en la rodilla.

## Selección nacional
Hizo su debut como internacional representando a Yugoslavia, con quien llegó a disputar dos encuentros. Tras su disolución, en 1991, fue convocado en cuarenta y nueve ocasiones con la selección de fútbol de Croacia, en las que anotó siete goles.
Fue seleccionado por primera vez durante la fase de clasificación para la Eurocopa 1996, disputando un partido ante Estonia en septiembre de 1995. Posteriormente, jugó la fase final de la Eurocopa participando en tres encuentros.
En el Mundial 1998 logró un tercer puesto tras quedar apeado de la final por la anfitriona Francia. En esta competición disputó los siete encuentros que jugó el combinado croata, anotando un gol ante Jamaica. También fue convocado para el Mundial 2002, donde jugó dos partidos.
Su último partido internacional fue un amistoso contra Suecia en abril de 2003.

### Participaciones en Copas del Mundo
| Mundial                        | Sede                  | Resultado     |
| ------------------------------ | --------------------- | ------------- |
| Copa Mundial de Fútbol de 1998 | Francia               | Tercer puesto |
| Copa Mundial de Fútbol de 2002 | Corea del Sur y Japón | Primera fase  |

### Participaciones en Eurocopas
| Copa          | Sede       | Resultado        |
| ------------- | ---------- | ---------------- |
| Eurocopa 1996 | Inglaterra | Cuartos de final |

## Clubes
| Club                    | País       | Año       |
| ----------------------- | ---------- | --------- |
| FK Željezničar Sarajevo | Yugoslavia | 1988-1992 |
| G. N. K. Dinamo Zagreb  | Croacia    | 1992-1993 |
| Real Sporting de Gijón  | España     | 1993-1994 |
| S. L. Benfica           | Portugal   | 1994-1995 |
| Club Brujas             | Bélgica    | 1995-1996 |
| Parma F. C.             | Italia     | 1996-2000 |
| Chelsea F. C.           | Inglaterra | 2000-2004 |

## Palmarés

### Campeonatos nacionales
| Título              | Club                   | País       | Año  |
| ------------------- | ---------------------- | ---------- | ---- |
| Liga croata         | G. N. K. Dinamo Zagreb | Croacia    | 1993 |
| Liga belga          | Club Brujas            | Bélgica    | 1996 |
| Copa de Bélgica     | Club Brujas            | Bélgica    | 1996 |
| Copa de Italia      | Parma F. C.            | Italia     | 1999 |
| Supercopa de Italia | Parma F. C.            | Italia     | 1999 |
| Charity Shield      | Chelsea F. C.          | Inglaterra | 2000 |

### Copas internacionales
| Título          | Club        | País          | Año  |
| --------------- | ----------- | ------------- | ---- |
| Copa de la UEFA | Parma F. C. | Moscú (Rusia) | 1999 |

### Distinciones individuales
| Distinción                       | Año  |
| -------------------------------- | ---- |
| Máximo goleador de la Liga belga | 1996 |